# Philipp I. (Nassau-Wiesbaden-Idstein)

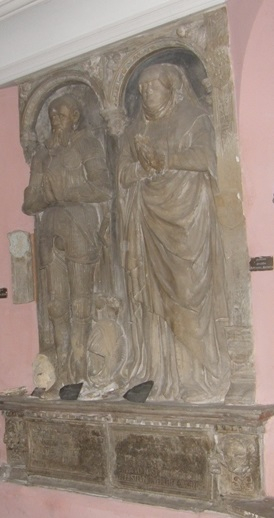
Epitaph von Philipp I. von Nassau-Idstein und seiner Gemahlin Adriana von Hennegau-Bergen in der Unionskirche zu Idstein.

Philipp I. von Nassau-Idstein (* 26. April 1492 in Köln; † 6. Juni 1558 in Idstein) auch als „der Altherr“ bezeichnet, war Graf von Nassau-Wiesbaden-Idstein.

## Familie
Er war der einzige Sohn von Graf Adolf III. Die Mutter war Margarete von Hanau-Lichtenberg (1463–1504). Er selbst wurde 1501 mit Ottilie von Nassau-Saarbrücken verlobt, heiratete jedoch am 24. August 1514 in Bergen op Zoom Adriana von Hennegau-Bergen (* 9. März 1495, † 27. Juni 1524). Mit dieser hatte er sechs Kinder.

## Leben
Er folgte seinem Vater 1511 als Regent. Im Gegensatz zu diesem, der sich aktiv an der Reichspolitik beteiligt hatte, konzentrierte sich Philipp auf die Regentschaft des eigenen Territoriums. Nur gelegentlich wie 1530 in Augsburg nahm er an Reichstagen teil. Er beteiligte sich dagegen aktiv an den Versammlungen des Wetterauer Grafenvereins zur Abstimmung ihrer gemeinsamen Interessen. Aus Krankheitsgründen – er erblindete fast gänzlich – nahm er an den Versammlungen nicht immer persönlich teil.
Er selbst blieb katholisch. Aber er nahm hinsichtlich der Reformation eine eher passive Haltung ein. Er behinderte diese Bestrebungen nicht, er hat sie aber auch zunächst nicht gefördert. Das führte zu gewissen Problemen in den Besitzungen, die er mit anderen teilte und wo die anderen Herren die Reformation vorantrieben. Während des Bauernkrieges kam es auch in der Herrschaft Wiesbaden zu Unruhen. Es wurden eine Verringerung der Lasten, freie Jagd und andere Forderungen erhoben.
Zu Beginn der 1540er Jahre begann er eine stärker reformationsfreundliche Politik zu betreiben. In einer Verordnung von 1542 wurden reformatorisch gesinnte Geistliche berufen. In derselben Zeit wurde eine bestehende Schule in Wiesbaden in eine Lateinschule umgewandelt. Philipp beteiligte sich nicht am Schmalkaldischen Bund und nahm auch nicht am Schmalkaldischen Krieg oder dem Fürstenaufstand gegen Karl V. teil.
Er sah sich aber genötigt, das Augsburger Interim einzuführen und entsprechende Visitationen zu gestatten. Im Jahr 1552 wurde sein Gebiet durch die Soldaten des Markgrafen Albrecht Alcibiades verheert. Im selben Jahr kehrten die lutherischen Geistlichen zurück und seitdem war diese Konfession fest etabliert. Streitigkeiten mit benachbarten Fürsten legte er gütlich bei. Er sorgte sich um den Wiederaufbau von Wiesbaden nach dem Stadtbrand von 1547. Allerdings verbot er gegen eine Zahlung durch die Stadt den Aufenthalt von Juden in Wiesbaden.
Der Sohn Adolf war als Regent für die Herrschaft Idstein vorgesehen. Der Sohn Philipp (Philipp II. der Jungherr) sollte die Herrschaft Wiesbaden erben und war schon zu Lebzeiten des Vaters Mitregent. Ein dritter Sohn Balthasar war Angehöriger des Deutschen Ordens. Adolf starb, bevor er das Erbe übernehmen konnte. Philipp, zur Unterscheidung vom Vater Jungherr genannt, erbte den gesamten Besitz, starb aber 1566, so dass Balthasar aus dem Orden austrat und das Erbe übernahm.

## Nachkommen
- Katharina (* 1515; † 1540) ⚭ 1538 mit Johann III. von Hohenfels († 1573)
- Philipp II. (* 1516; † 1566)
- Margarethe (* 1517; † 1596), Äbtissin in Walsdorf
- Adolf IV. (* 1518; † 1556) ⚭ 19. April 1543 mit Franziska von Luxemburg († 1566), Tochter von Charles, Comte de Ligny, Brienne et Roussy (1488–1530), Witwe von Markgraf Bernhard von Baden-Baden
  - Magdalene (* 1546; † 1604) ⚭ 9. September 1566 mit Graf Joachim von Manderscheid-Schleiden (* 1539; † 1582)
- Balthasar (* 1520; † 1568) ⚭ 9. Juni 1564 mit Margarethe von Isenburg-Büdingen (* 1542; † 1612/1613)
- Anna (* 1520; † 1594), Nonne in Walsdorf

## Weblink
- Nassau-Idstein-Wiesbaden, Philipp der Altherr Graf von. Hessische Biografie. (Stand: 28. November 2023). In: Landesgeschichtliches Informationssystem Hessen (LAGIS).